# Milbitz (Rudolstadt)
Milbitz, zur Unterscheidung vom nahen Milbitz bei Rottenbach auch Milbitz bei Teichel genannt, ist ein Ortsteil der Stadt Rudolstadt im Landkreis Saalfeld-Rudolstadt in Thüringen.

## Geografie und Geologie
Milbitz befindet sich auf einem muldenförmigen Hochplateau nahe der vorbeiführenden Bundesstraße 85 von Rudolstadt Richtung Weimar. Diese Geländemulde wird fast allseitig von bewaldeten Muschelkalkbergen umgeben. Die Höhenlage beträgt 522 m über NN. Die geologische Herkunft ist grundwasserferner Muschelkalkboden. Nachbarorte sind südlich Teichröda, westlich Heilsberg, nördlich Teichel und Haufeld und östlich Clöswitz.

## Geschichte
Der Ort wurde 1350 erstmals urkundlich erwähnt. Sein Name sei mit einer Adelsfamilie eng verknüpft, berichtet man. Milbitz gehörte bis 1733 den Besitzern von Schloss Kochberg, dann kam er als Exklave zum Herzogtum Sachsen-Gotha-Altenburg und wurde als Amtsort der Herrschaft Oberkranichfeld angegliedert. 1825 gelangte Milbitz durch einen Gebietsaustausch zur Oberherrschaft des Fürstentums Schwarzburg-Rudolstadt. 1918 kam der Ort zum Freistaat Schwarzburg-Rudolstadt und 1920 schließlich zum Land Thüringen. Am 1. Januar 1997 bildeten Milbitz, die Städte Remda und Teichel sowie neun weitere Orte die neue Stadt Remda-Teichel. Im Zuge der Auflösung der Stadt Remda-Teichel wurde Milbitz am 1. Januar 2019 ein Ortsteil von Rudolstadt.
Der Ort verfügt über schöne Fachwerkgebäude von alten Bauernhöfen. Wegen seiner klimatisch günstigen Hochtallage wurde hier bis in das 18. Jahrhundert Wein angebaut. Die evangelisch-lutherische Dorfkirche steht unter Denkmalschutz.